# Lavy Pinto
Lavinho dit Lavy Thomas Pinto (né le 23 octobre 1929 à Nairobi, dans le Kenya britannique et mort le 15 février 2020 à Chicago) est un athlète indien, spécialiste du sprint. 

## Biographie
Né dans la colonie britannique du Kenya, il s'installe ensuite à Bombay où il grandit dans le quartier de Dhobi Talao de South Bombay et étudie dans la réputée St. Xaviers School and College.
Il remporte deux titres lors des Jeux asiatiques de 1951, à la fois le 100 m et le 200 m, à ce jour le seul Indien à avoir remporté un titre sur 100 m lors de ces Jeux (toujours le cas en 2018) ; il est aussi médaillé d'argent du relais 4x100 m. Il participe l'année suivante aux Jeux olympiques d'été de 1952 à Helsinki.